# Jiří Pospíšil (Politiker, 1975)

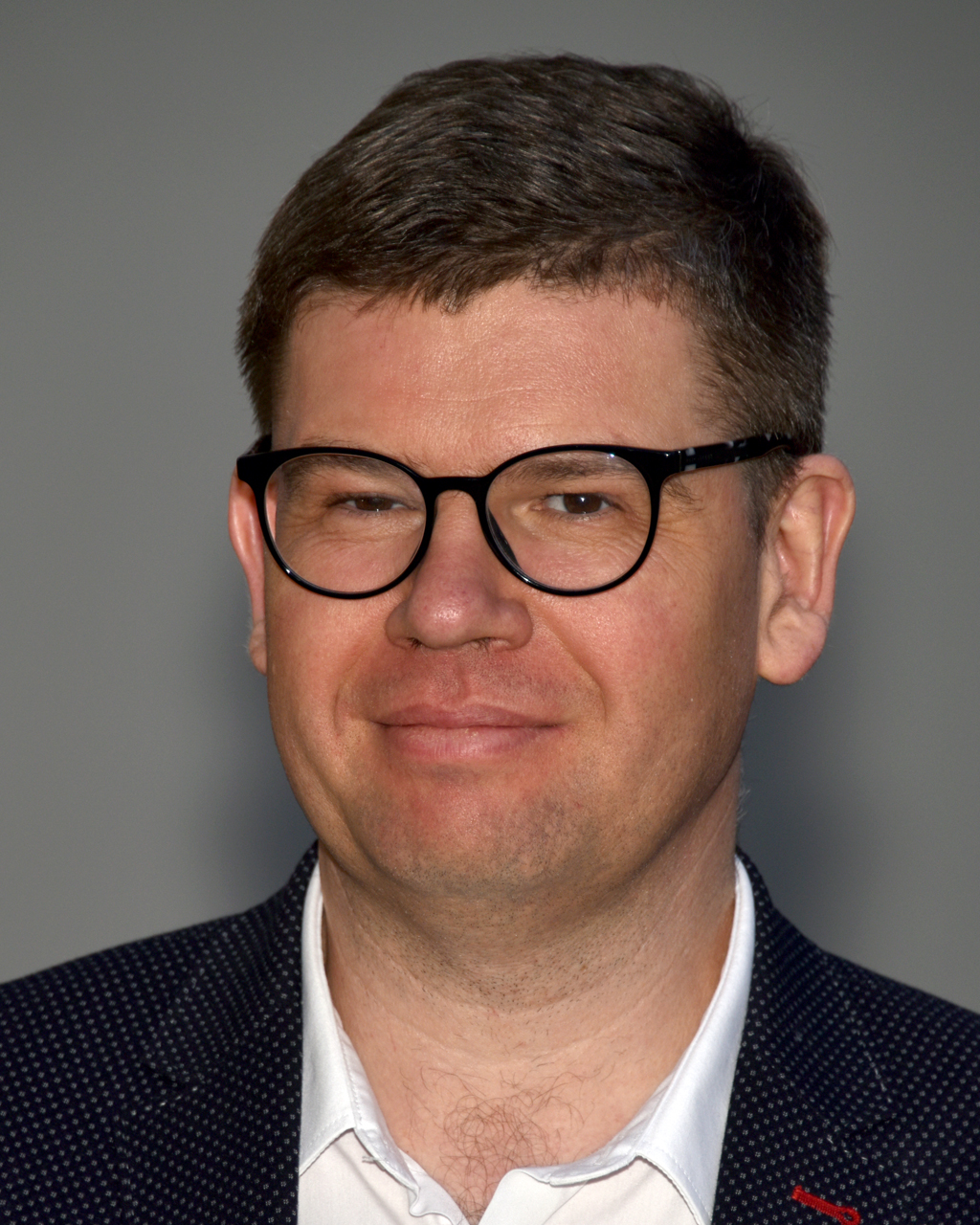
Jiří Pospíšil (2019)

Jiří Pospíšil (* 24. November 1975 in Chomutov) ist ein tschechischer Politiker und Jurist. Er war von 2014 bis 2024 Mitglied des Europäischen Parlaments. Als Mitglied der Demokratischen Bürgerpartei (ODS) war er von 2002 bis 2014 Mitglied des tschechischen Abgeordnetenhauses und 2006–2009 sowie 2010–2012 Justizminister. Nach seinem Wechsel zur Partei TOP 09 war er von 2017 bis 2019 deren Vorsitzender.

## Leben
Nach erfolgreichem Besuch des Gymnasiums in Plzeň studierte Pospíšil Rechtswissenschaften an der Westböhmischen Universität in Pilsen. Dieses Studium schloss er 1999 als Magister ab, 2002 erlangte er nach seiner Promotion den Doktortitel JUDr.
Zunächst wurde Pospíšil im Jahre 1994 Mitglied der Demokratischen Bürgerallianz (ODA), 1998 trat er in die ODS über und war Mitbegründer der „Jungen Konservativen“ (Mladí konzervativci) in Westböhmen. Bei den Parlamentswahlen in Tschechien 2002 wurde er für die ODS in das Abgeordnetenhaus gewählt. Seit 2007 ist er Mitglied des Redaktionsrates der Zeitschrift Státní zastupitelství.

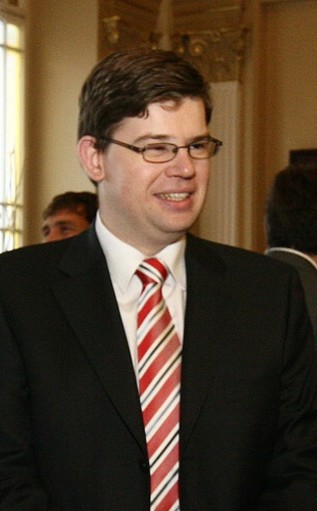
Justizminister Pospíšil im Jahr 2008

In den beiden Regierungen des Ministerpräsidenten Mirek Topolánek (I und II) wurde Pospíšil Justizminister der Tschechischen Republik (2006–2009), daneben war er von 2006 bis 2007 Vorsitzender des Legislativrates der tschechischen Regierung.
Am 29. September 2009 ernannte ihn Rektor Josef Průša zum zeitweiligen Dekan der Juristischen Fakultät der Westböhmischen Universität in Pilsen, nachdem die vorherige Leitung der Fakultät nach einem Skandal um undurchsichtige Titelvergaben und eine Plagiatsaffäre zurücktreten musste. Im November 2009 wurde er offiziell zum amtierenden Dekan gewählt, gab diese Position aber nach dem Wiedereintritt in die Regierung ab.
In der bürgerlich-konservativen Regierung Petr Nečas war Pospíšil seit 13. Juli 2010 erneut Justizminister und Vorsitzender des Legislativrates. Am 27. Juni 2012 wurde er auf Bitten von Ministerpräsident Nečas von Staatspräsident Václav Klaus aus der Regierung entlassen. Nečas begründete die Entlassung mit fehlenden Managementqualitäten, weil Pospísil zu viel finanzielle Mittel beanspruche.
Jiří Pospíšil war Spitzenkandidat der ODS bei den Wahlen zum Regionalparlament der Region Pilsen im Oktober 2012, wobei die ODS mit 26,48 % in diesem Bezirk entgegen dem Landestrend ausgesprochen gut abschnitt und stärkste politische Kraft wurde. Da ČSSD und KSČM jedoch weiterhin eine Mehrheit im Regionsparlament besaßen, gelang es Pospíšil jedoch nicht, den amtierenden Hejtman der Region, Milan Chovanec (ČSSD), abzulösen. Mit dem besten Ergebnis aller Stellvertreter wurde Pospíšil am 4. November 2012 im Amt des Vizevorsitzenden der ODS bestätigt. Am 19. Dezember 2012 wurde Pospíšil zudem zum Vizepräsidenten des Tschechischen Abgeordnetenhauses gewählt.
Bei den Abgeordnetenhauswahlen 2013 verlor die ODS deutlich an Zustimmung, Pospíšil konnte sein Parlamentsmandat verteidigen. Er wurde nach den Wahlen jedoch nicht erneut zum Vizeparlamentspräsidenten berufen und unterlag auch bei seiner Kandidatur um die Fortsetzung des Vizevorsitzes seiner Partei.
Im Januar 2014 trat er aus der ODS aus. Bei der Europawahl 2014 errang Pospíšil als parteiloser Kandidat auf der gemeinsamen Liste der Parteien TOP 09 und STAN ein Mandat im Europäischen Parlament. Zudem verteidigte er ebenfalls als Kandidat der TOP 09 bei den Regionalwahlen 2016 seinen Sitz im Regionalparlament der Region Pilsen.
Im Oktober 2017 wurde er Mitglied der Partei TOP 09. Nachdem der amtierende Parteivorsitzende Miroslav Kalousek aufgrund des schlechten Wahlergebnisses der TOP 09 bei der Abgeordnetenhauswahl 2017 seinen Rückzug vom Parteivorsitz erklärt hatte, wurde Pospíšil am 26. November 2017 zum neuen Vorsitzenden der Partei gewählt. Nach zwei Jahren kandidierte er nicht erneut für den Vorsitz der Partei. Zu seiner Nachfolgerin wurde am 24. November 2019 die bisherige erste stellvertretende Vorsitzende Markéta Pekarová Adamová gewählt.
Bei der Europawahl im Juni 2024 trat er nicht wieder als Kandidat an.